# Procopius granulosus
Procopius granulosus là một loài nhện trong họ Corinnidae.
Loài này thuộc chi Procopius. Procopius granulosus được Eugène Simon miêu tả năm 1903.